# Setodes punctatus
Setodes punctatus là một loài Trichoptera trong họ Leptoceridae. Chúng phân bố ở miền Cổ bắc.